# イオン長吉店
イオン長吉店（イオンながよしてん）は、かつて大阪府大阪市平野区長吉長原西一丁目にあった大型商業施設（ショッピングセンター）である。ダイエー時代の店番号は0381。

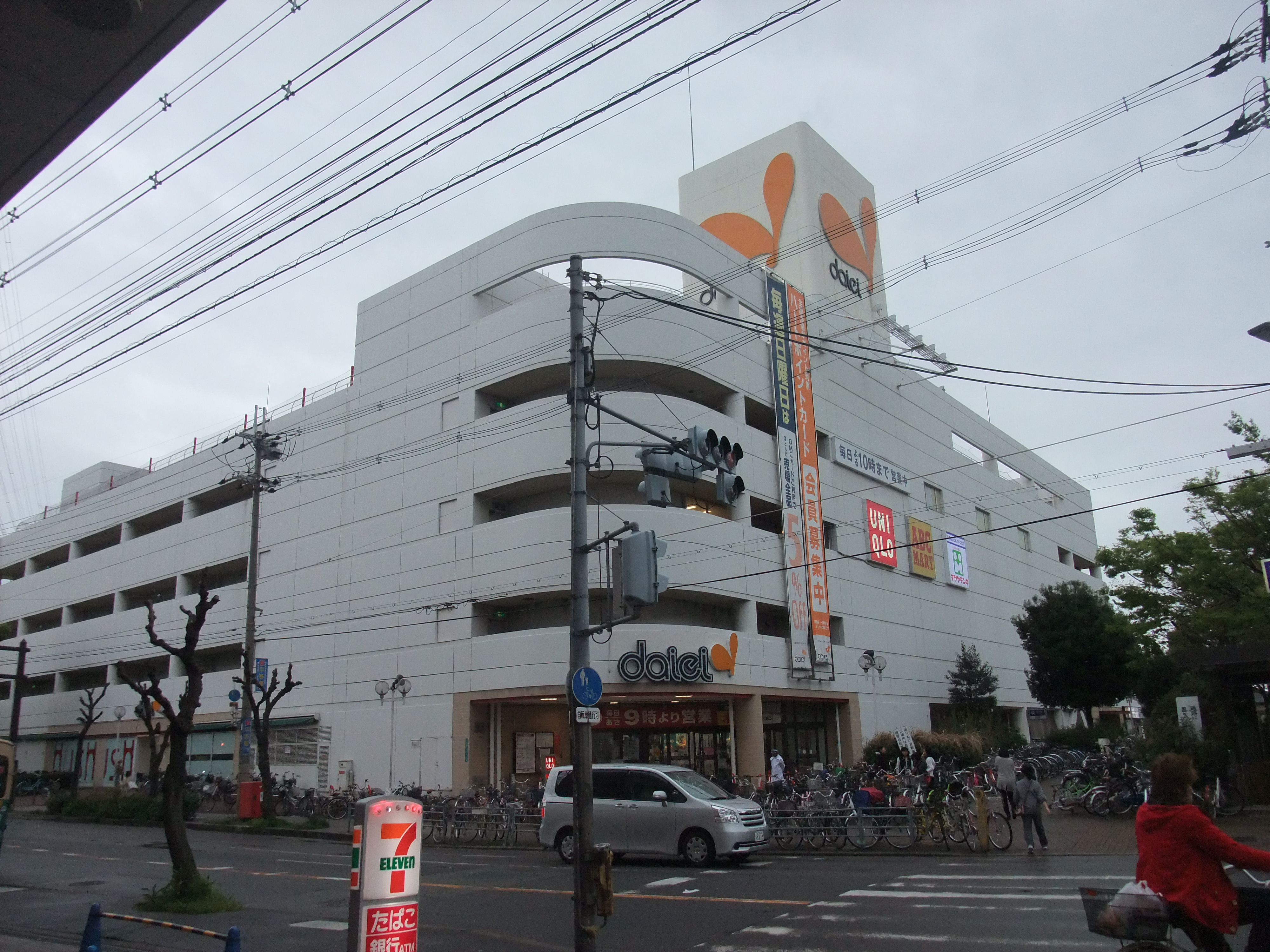
ダイエー長吉店時代

## 概要
地下鉄出戸駅前に存在しており、ダイエー長吉店として出戸駅開業から7年後の1987年（昭和62年）3月30日に開業した。大阪市の区画整理事業で建設され、「有限会社出戸再開発ビル」が土地と施設を保有していた。本館と別館に分かれており、別館は駐車場とレストラン街になっている。本館と別館は2階で連絡橋（歩道橋）を介して往来ができ、出戸駅とは地下1階の連絡口を経て直結していた。
2016年3月1日にイオンリテールに同店の営業権が承継されたため、ダイエーとしての営業は同年3月22日までとなった。3日間の改装休業を経て同年3月25日にイオン長吉店となったが、開店以来、当地を所有していた有限会社出戸再開発ビルが2023年（令和5年）2月に解散を決議し、土地の所有者が近鉄不動産などの鉄道系3社に移行したため、当地での営業継続が困難となり、同年8月31日の19時をもって36年間の営業を終え、閉店した。同日は同じ平野区内でJR関西本線（大和路線）平野駅前にあった同系列運営のマックスバリュ平野駅前店も閉店しており、これにより平野区にあるイオン系列の店舗が2つ消滅。平野区内におけるイオングループの大型商業施設は大阪メトロ谷町線喜連瓜破駅に隣接するイオン喜連瓜破ショッピングセンターのみとなっていたが、2025年（令和7年）4月28日、出戸駅の隣駅に当たる長原駅前にイオンリテールが「そよら長原駅前」を開業した。
店舗跡については建物及び本館・別館の連絡橋として使用されていた歩道橋は解体される予定であるが解体後の土地の利用方法などについては未定となっていたが2024年6月に本館跡の一部と別館跡に20階建てと15階建ての分譲マンションがそれぞれ建設されることが発表された。また、解体工事に伴い地下1階の食料品売場との連絡通路として利用されていた出戸駅の5号出入口については解体工事が開始された同年9月1日から当面の間閉鎖され、利用できなくなっている。

## フロア構成
| 階      | 本館                                  | 別館（味のまちぐるめちっく街） |
| ------- | ------------------------------------- | ------------------------------ |
| 屋上    |                                       | 駐車場                         |
| 8階     |                                       | 駐車場                         |
| 7階     |                                       | 駐車場                         |
| 6階     |                                       | 駐車場                         |
| 5階     | フットボール                          | 駐車場                         |
| 4階     | チャイルド&インテリア・日用品のフロア | 駐車場                         |
| 3階     | メンズのフロア                        | 駐車場                         |
| 2階     | レディスのフロア                      | 駐車場・専門店のフロア         |
| 1階     | 日用消耗品・化粧品のフロア            | 飲食街のフロア                 |
| 地下1階 | 食品のフロア                          | なし                           |

## 主なテナント（閉店時点）
出店全店舗一覧は公式サイト「フロアガイド」を参照。
- ニトリデコホーム
- ABC-MART
- マツヤデンキ
- アシーネ
- キャンドゥ
- ミカヅキモモコ
- モーリーファンタジー
- ディッパーダン
- ドムドムハンバーガー

## アクセス
- 地下鉄谷町線 出戸駅から徒歩1分（地下通路直結）
- 大阪シティバス 出戸バスターミナルから徒歩1分
- 大阪バス 地下鉄出戸駅バス停目の前